# 愛知工科大学外国語学校
愛知工科大学外国語学校（あいちこうかだいがくがいこくごがっこう、英: Aichi University of Technology Foreign Language School, AFLS）は、愛知県名古屋市瑞穂区にある日本語学校（各種学校）。1993年（平成5年）に設置された。

## 概要
愛知工科大学や名古屋工学院専門学校を運営する学校法人電波学園によって設置された。名古屋外語専門学校（現・名古屋外語・ホテル・ブライダル専門学校）の日本語科として開校したが、後に独立した教育機関となった。卒業後は学園姉妹校へ優先的に入学することができ、入学金などの減額特典もある。また、名古屋市営地下鉄、JR、名鉄の学生割引定期券も購入できるため通学費用も抑えることができます。そして、最大の特徴は、授業が1部制【9:30-14:35　1日5コマ】であることから、午前午後での学生入れ替えは無い。授業後についても補習学習、予習復習学習や各種相談等のスペースが確保されており、校舎を有効的に活用することができる。 。日本語指導だけでなく、生活支援や進路支援が充実している学校です。また、学生の住まいについては、入国後1年間は入寮制で、ドミトリー堀田、ドミトリー汐田、覚王山ハイツの三つの寮に加え、2024年4月から新たにドミトリー明治の運営を開始し、学生生活をサポートしている。 
法務省出入国在留管理庁によって、留学生の在籍管理を適切に行っている「適正校」に選定されており、また駐日中華人民共和国大使館教育部の資格認定学校にも指定されている。

## 建学の精神
『社会から喜ばれる知識と技術をもち、歓迎される人柄を兼ね備えた人材を育成し、英知と勤勉な国民性を高め、科学技術・文化の発展に貢献する』（電波学園が設置する教育機関で共通）

## 沿革
- 1993年（平成5年） - 学校法人電波学園が運営する名古屋外語専門学校の日本語科（定員40名）として開校。
- 2011年（平成23年） - 名古屋外語専門学校附属日本語学校（定員80名）となる。
- 2012年（平成24年） - 愛知工科大学外国語学校に改称。
- 2015年（平成27年） - 10月 - 定員120名に増員。
- 2020年（令和  2年）      - 4月  - 定員180名に増員。

## 歴代校長
|       | 氏名      | 就任      | 退任      | 備考 |
| ----- | --------- | --------- | --------- | ---- |
| 初代  | 上川 裕未 | 2011年4月 | 2018年3月 |      |
| 第2代 | 浅野 諭   | 2018年4月 | 2023年3月 |      |
| 第3代 | 西山 直樹 | 2023年4月 | 現在      |      |

## 設置学科
- 日本語科
  - 2.0年コース（4月入学）
  - 1.5年コース（10月入学）
  - 短期学習コース（1か月～：随時入学）

## 施設・設備
- 教室
- 講堂
- 多目的ホール
- ミーティングルーム
- 図書室
- 保健室
- 職員室兼事務室
- 校長室兼応接室
- 学生ロビー
- 予備室
- 祈祷室
- 学生寮（4棟）

## 主な取得可能資格
- 独立行政法人国際交流基金及び公益財団法人日本国際教育支援協会が実施する日本語能力試験（JLPT）
- 独立行政法人日本学生支援機構が実施する日本留学試験（EJU）

## 学校行事
- 入学式
- 健康診断（尿検査、聴力、身長・体重、視力、医師診察、レントゲン）
- レクリエーション
- 社会研修
- 日本文化体験
- 学習発表会
- 卒業式、祝賀会

## 交通アクセス
- 名古屋市営地下鉄名城線 「堀田」駅より南へ徒歩で約9分。
- 名鉄名古屋本線 「堀田」駅より南へ徒歩で約14分。
- JR東海道本線 「笠寺」駅より南へ徒歩で約22分。

## 電波学園　姉妹校
- 愛知工科大学
- 愛知工科大学自動車短期大学
- 名古屋工学院専門学校
- 東海工業専門学校金山校
- あいちビジネス専門学校
- あいち造形デザイン専門学校
- あいち福祉医療専門学校
- 名古屋外語・ホテル・ブライダル専門学校
- あいち情報専門学校
- ぎふ国際高等学校